# Fossaria perplexa
Fossaria perplexa är en snäckart som beskrevs av F. C. Baker och J. Henderson 1929. Fossaria perplexa ingår i släktet Fossaria och familjen dammsnäckor. IUCN kategoriserar arten globalt som otillräckligt studerad. Inga underarter finns listade i Catalogue of Life.